# Kirakira PreCure a la Mode
Witchy Precure! HUGtto! PreCure
Kirakira☆Pretty Cure a la Mode (キラキラ☆プリキュアアラモード, Kirakira☆PuriKyua Ara Mōdo) est une série d'animation japonaise de type magical girl produite par le studio Toei Animation. C'est la 14e série de la franchise Pretty Cure.

## Personnages

### Pretty Cures
Ichika Usami (宇佐美 いちか, Usami Ichika) Cure Whip (キュアホイップ, Kyua Hoippu)
Voix japonaise : Karen Miyama
Himari Arisugawa (有栖川 ひまり, Arisugawa Himari) Cure Custard (キュアカスタード, Kyua Kasutādo)
Voix japonaise : Haruka Fukuhara
Aoi Tategami (立神 あおい, Tategami Aoi) Cure Gelato (キュアジェラート, Kyua Jerāto)
Voix japonaise : Tomo Muranaka
Yukari Kotozume (琴爪 ゆかり, Kotozume Yukari) Cure Macaron (キュアマカロン, Kyua Makaron)
Voix japonaise : Saki Fujita
Akira Kenjou (剣城 あきら, Kenjō Akira) Cure Chocolat (キュアショコラ, Kyua Shokora)
Voix japonaise : Nanako Mori
Kirarin (キラリン, Kirarin) Ciel Kirahoshi (キラ星 シエル, Kirahoshi Shieru) Cure Parfait (キュアパルフェ, Kyua Parufe)
Voix japonaise : Inori Minase

## Synopsis
Ichika Usami est une jeune fille de 13 ans en seconde année de collège et qui adore les pâtisseries . Un jour, alors qu'elle  essaye de faire un gâteau  pour sa mère, elle rencontre Pekorin, une petite fée qui va apprendre à Ichika de faire des gâteaux avec amour. Mais son gâteau va ensuite être volée par Gummy, une fée méchante qui se nourris des KiraKiraRu, l'énergie  présente dans les gâteaux. C'est en voulant sauvée le gâteau de sa mère que Ichika va se tranformer en Pretty Cure pâtissière du nom de Cure Whip, la Pretty Cure lapine du fraisier. Elle va ensuite être rejoint par Himari, une fille du même age qu'elle et qui adore la science  des pâtisseries, Aoi, la chanteuse d'un groupe de rock célèbre, Yukari, une lycéenne mystérieuse et Akira, qui ressemble à un garçon mais qui est très gentille. Ensemble, elles vont protéger le monde des ténèbres en se battant pour les pâtisseries  et pour sauver les KiraKiraRu.